# Prospero Colonna (condottiero)
(Francesco Guicciardini, Storia d'Italia, pp. 212-213)
Prospero Colonna (Lanuvio, 1452 – Milano, 30 dicembre 1523) è stato un generale italiano.

## Biografia

### Primi anni
Nacque a Lanuvio (vicino a Roma) da Antonio principe di Salerno e Imperiale di Stefano Colonna, più probabilmente che da Antonella Cantelmo, figlia del conte di Popoli.
Sulla data di nascita permangono molte incertezze: con ogni probabilità essa va posta intorno al 1460, ma non mancano storici che la anticipano, di dieci anni alcuni, di venti altri. Allo scoppio della guerra di Ferrara il Colonna era agli stipendi della Chiesa, ma alla pretesa di Sisto IV che egli consegnasse i suoi possedimenti nella Campagna romana, il 22 maggio 1482, pur avendo ricevuto parte del soldo, si licenziò, passando al servizio di Alfonso d'Aragona, che si era portato nei dintorni di Roma.

### Carriera militare
Neanche al duca di Calabria, il Colonna, che era al comando di cento uomini d'arme, con una provvisione annua di 13.000 ducati, volle consegnare Marino e l'esercito napoletano si accampò vicino alla cittadina. Il 21 agosto dello stesso anno il Colonna partecipò alla battaglia di Campomorto, in cui il condottiero pontificio, Roberto Malatesta, riportò la vittoria sui Napoletani e sui Colonnesi. Dopo pochi giorni egli perdeva Marino e Lavinio, che si arrendevano. Nonostante questi avvenimenti le scorrerie dei collegati, nella Campagna romana, favorite anche dalla morte del Malatesta, ripresero, arrivando fino a Roma. Contro il Colonna e tre cugini di lui il 26 ottobre il papa decretava così la confisca dei beni.
Quando pochi mesi dopo da nemici il pontefice e Ferdinando d'Aragona divennero alleati e il duca di Calabria venne in visita a Roma, ricevuto da amico, anche l'atteggiamento reciproco fra Sisto IV ed i Colonna dovette mutare. In base a questa riconciliazione Lorenzo Colonna, cugino del Colonna, avrebbe dovuto restituire a Virginio Orsini le contee di Albe e Tagliacozzo. Le trattative si trascinarono ancora a lungo, fino a che nel gennaio del 1484 gli Orsini ruppero gli indugi, cacciando Antonello Savelli, partigiano dei Colonna, da Albano. Il Colonna prese attivamente parte agli scontri che si accesero allora fra le due fazioni e quando Lorenzo Colonna convocò tutti i consorti a Roma anch'egli si unì ai parenti e aderenti.
Questi però il 30 maggio furono sbaragliati da un attacco in forze degli Orsini, i quali presero anche Lorenzo Colonna prigioniero. Trasferitasi ancora una volta la lotta nella Campagna romana, le milizie pontificie si impadronirono di Marino prima, poi di Montecompatri, Cave, Capranica, mentre le prede passavano da una mano all'altra. Il 5 agosto Girolamo Riario e Virginio Orsini posero l'assedio a Paliano, difesa dal Colonna. Uno dei primi provvedimenti preso dal Colonna fu quello di inviare a Genazzano i figli dei maggiorenti del luogo, per indurre questi a desistere da ogni tentazione di tradimento. La determinazione e l'intransigenza del Colonna in questo periodo sono notevoli. Sembra infatti che abbia ucciso di sua mano e fatto poi squartare un certo Romanello Corsetto, che non aveva difeso con sufficiente decisione Capranica. Il Colonna, che aveva l'aiuto di Girolamo Caetani con cinquecento fanti dell'Aquila, si difese validamente effettuando anche abili sortite. La sua situazione non si presentava come estremamente pericolosa, ma non avrebbe potuto probabilmente protrarsi per molto tempo. La morte di Sisto IV pose termine alla sua precarietà, poiché il campo pontificio alla notizia del decesso cominciò a prepararsi precipitosamente alla partenza. Del che accorgendosi gli assediati passarono al contrattacco, costringendo i Pontifici ad abbandonare le artiglierie ed i carriaggi. Mentre i possedimenti dei Colonna tornarono nelle loro mani, le operazioni militari cessarono di colpo e tutti gli esponenti delle varie fazioni, compreso il Colonna, si portarono a Roma, rimanendovi fino al 25 agosto, quando acconsentirono per un accordo con il Sacro Collegio ad allontanarsi dalla città.
Il nuovo pontefice, Innocenzo VIII, sembrò, al contrario del predecessore, favorevole ai Colonna ed il 25 dicembre 1484 prese al suo servizio il Colonna con l'obbligo di tenere trenta uomini d'arme e con una provvisione di 4.000 ducati annui. Nel marzo 1485 i contrasti armati fra gli Orsini ed i Colonna erano però già ripresi ed il papa si era invano interposto fra loro.
In giugno il Colonna capeggiò una spedizione a Frascati contro Gerolamo d'Estouteville, che fu preso prigioniero. Subito dopo i Colonna si diressero a Nemi e si impadronirono anche della moglie, Ippolita Orsini, e del figlio dell'Estouteville. Nei pressi di Lavinio, dove i Colonna si erano congiunti con forze di Nicola Caetani, il 28 giugno però gli Orsini, accorsi in difesa dell'Estouteville, distrussero il campo degli avversari. Si venne così a determinare una netta prevalenza dei collegati, che militavano contro i Colonna. Si combatté a Marino, Nemi, Genzano, finché il 20 luglio i Colonna, capeggiati dal Colonna e dal cugino Fabrizio, furono in grado di reagire e di portarsi contro Isola, Campagnano, Bracciano. Tornati a Roma, trascinando le prede fatte in quei luoghi, i due Colonna furono costretti dal papa a rilasciarle ed a presentarsi dinanzi a lui. Con questo intervento il pontefice riuscì a rappacificare i contendenti.
Il 5 settembre 1485 il Colonna e Fabrizio Colonna si strinsero in un accordo con Nicola Caetani, insieme con il quale avevano combattuto contro l'Estouteville. Con questo patto essi si impegnarono a non servire se non tutti e tre insieme e si promisero aiuto reciproco.
Iniziata nel Regno la rivolta dei baroni, cui dette avvio l'insurrezione dell'Aquila il 17 ottobre, mentre il Colonna si trovava nella città, e trovato i ribelli l'appoggio del papa, questi chiamò a sé Prospero e Fabrizio Colonna che, insieme con i Savelli, si confermarono al suo servizio. Mentre Alfonso d'Aragona in armi si portava nella Campagna romana, il papa attendeva l'arrivo di Roberto Sanseverino, che doveva guidare le sue truppe. I due Colonna, mentre costui si avvicinava, furono inviati contro Castelnuovo, che era stata fortificata dagli Orsini per contrastare la marcia del condottiero. Il Colonna partecipò poi alla battaglia di Montorio (7 maggio 1486), che vide l'esercito, pontificio sconfitto di misura.
Sottoscritta la pace l'11 agosto, il pontefice volle anche che si concludesse un patto di concordia fra i Colonna e gli Orsini, cui in effetti si pervenne nel 1487: il papa ricevette in consegna le terre occupate dai Colonna, che lasciarono in libertà l'Estouteville, e nominò una commissione per definire le questioni ancora pendenti fra le due famiglie. I rapporti dei Colonna con gli Orsini conobbero allora un periodo di tranquillità e quando nel luglio del 1492 Innocenzo VIII si ammalò, il Colonna e Gian Giordano Orsini si recarono nel palazzo dei Conservatori ad offrire in piena concordia i loro servizi al popolo romano.
Morto il papa (25 luglio), al Colonna, che da epoca imprecisata militava insieme con il cugino al soldo del re di Napoli, quest'ultimo dette ordine di stazionare discretamente nei pressi dell'Urbe a disposizione del cardinale Della Rovere.
In favore dei Della Rovere il Colonna, il cugino e gli Orsini si pronunciarono quando fra il nuovo papa, Alessandro VI, ed il cardinale si vennero a creare quei contrasti che portarono il Della Rovere prima a rinchiudersi nel castello di Ostia nel dicembre dello stesso anno e poi a fuggire in Francia. Egli nella primavera del 1494 lasciò in consegna Ostia e Grottaferrata al Colonna, che, per interposizione del cugino Fabrizio, le cedette al pontefice. Alfonso II d'Aragona intanto, successo al padre nel gennaio del 1494, cercava di rinnovare la condotta del Colonna, e del cugino, il quale trattava la questione a Napoli per ambedue. Il pericolo incombente della spedizione francese in Italia faceva sì che giungessero ai condottieri molte offerte. Anche il duca di Milano infatti li voleva ai suoi servizi. La spuntarono gli ambasciatori di Carlo VIII, che a Roma nel maggio presero agli stipendi del re di Francia Prospero e Fabrizio Colonna. Essi posero il campo nei pressi di Frascati con quattromila uomini e seicento cavalli, conquistando nel settembre il castello di Ostia per il sovrano francese.
Il 6 ottobre il pontefice intimò ai Colonna, ai Savelli ed agli Estouteville di tornare all'obbedienza entro sei giorni e, rimasto ignorato il suo appello, fece distruggere le case dei Colonna a Roma. L'avanzata incontrastata di Carlo VIII, già arrivato a Viterbo, rese però il papa più propenso ad un accordo con il sovrano. Per questo erano venuti a Roma a nome di quest'ultimo il cardinale Ascanio Sforza, il Colonna ed altri. Una possibilità di intesa pareva vicina e gli intermediari dovevano tornare a Viterbo dal re, quando il papa, nella speranza che così facendo tutta la Campagna romana sarebbe insorta contro l'invasore, li fece arrestare tutti il 9 dicembre. La prigionia del Colonna durò soltanto dieci giorni e non ebbe conseguenze per alcuno, anche se egli per essere liberato fece al papa parecchie promesse, poi ovviamente non mantenute. Anche il Colonna poté quindi fare il suo ingresso a Roma l'ultimo giorno dell'anno al fianco di Carlo VIII. Durante il soggiorno del sovrano a Roma ebbe modo di fargli le sue rimostranze per il modo in cui i Francesi trattavano la città.
Conquistato con estrema facilità il Regno, il re di Francia gli concesse il castello di Montefortino, tolto a Giacomo Conti, su cui il Colonna avanzava diritti. Quando Carlo VIII ripassò il 1º giugno 1495 per Roma, diretto in Francia, il Colonna faceva ancora parte del suo esercito ed aveva organizzato nella città i rifornimenti necessari, ma sicuramente lo aveva abbandonato prima della battaglia di Fornovo, poiché quando il 7 luglio Ferrandino riprendeva possesso di Napoli, il Colonna lo accompagnava. In seguito combatté fedelmente al servizio del sovrano aragonese, da cui fu nominato capitano generale nel settembre del 1495, operando prima intorno a Napoli dove il re nell'ottobre batté i Francesi, poi in Puglia, dove dall'inizio del 1496 si svolse una guerra frantumata in piccoli scontri, culminati il 22 luglio di quell'anno con la resa di Atella. Nella stessa estate fu inviato in Calabria, dove stava affermandosi, anche sul piano diplomatico, la riconquista aragonese.
Morto Ferrandino (7 ottobre 1496), il Colonna, avvolto in un mantello nero in segno di lutto per la scomparsa del giovane sovrano, fu uno dei gentiluomini che accolsero Federico d'Aragona al suo arrivo a Napoli. Recatosi con il nuovo re contro Gaeta, nel novembre fu il garante per parte napoletana degli accordi stipulati per la resa della guarnigione francese. Operò quindi agli inizi dell'anno successivo nel contado di Sora in collaborazione con Consalvo di Cordova, rimanendovi anche dopo la partenza di re Federico per Napoli. All'incoronazione di quest'ultimo a Capua il 26 giugno 1497, recava, indossando un vestito lungo di broccato, la bandiera. Il 20 maggio egli era stato creato duca di Traetto e conte di Fondi, dei quali mentre era in vita Ferrandino aveva avuto il possesso, ma non i titoli.
A metà agosto dello stesso anno riprese a Roma la lotta fra i baroni delle diverse fazioni. L'inizio delle ostilità fu l'occupazione a tradimento di Torre Mattia, luogo dei Colonna, da parte dei Conti, sostenuti dagli Orsini. Nel dicembre il Colonna era a Roma, dove assoldava fanti, con il favore del papa, che gli prestò Giovanni Cerviglione con quattrocento cavalli, benché il 17 gennaio 1498 tentasse una riconciliazione fra i contendenti. Il 9 febbraio i Colonna, con alla testa Prospero e Fabrizio, riconquistarono Torre Mattia, presero Zancato, bruciarono i mulini di Segni, Gavignano, Valmontone, si impadronirono di Palombara e della torre di Ariccia. Dopo una dura sconfitta subita dagli Orsini a Palombara il 12 aprile, si arrivò l'8 luglio a Tivoli ad una rappacificazione solenne fra le famiglie in lotta, in base alla quale le due fazioni si restituirono reciprocamente tutte le terre conquistate.
Quando l'anno successivo la minaccia francese al ducato di Milano si andava concretizzando, il re di Napoli, un figlio del quale il 19 maggio era stato tenuto a battesimo dal Colonna, promise a Ludovico il Moro di inviargli un buon numero di uomini d'armi guidati dal Colonna stesso.
Tuttavia le difficoltà di reperirli e la crescente preoccupazione per i problemi che non avrebbero mancato di presentarsi al Regno fecero sì che il Colonna si muovesse con eccessivo ritardo e con pochi aiuti dopo ordini e contrordini. La notizia dell'abbandono di Alessandria da parte dell'esercito sforzesco alla fine di luglio convinse il Colonna, che giudicò la situazione del ducato disperata, a tornare indietro.
Nei frenetici quanto inconsistenti preparativi approntati da re Federico l'anno dopo per tentare di arginare il pericolo della nuova invasione, il Colonna ci appare scettico sulle possibilità di difesa napoletane, se a Napoli nel maggio insisteva nel sostenere che tutta la speranza aragonese era nell'aiuto turco. Allorché nell'estate del 1501 il Regno fu investito direttamente dalla guerra, fu preposto alla difesa di Napoli, ma, dilagati rapidamente i Francesi, la città per volere del re si arrese senza combattere ed il Colonna, con il cugino Fabrizio, accompagnò il re ad Ischia, mentre il pontefice compiva l'opera di appropriazione dei beni dei Colonna nella Campagna romana, bandendoli insieme con i Savelli, con gli Estouteville e con i Caetani, e ridistribuendone i beni confiscati fra i propri nipoti.

### La disfida di Barletta
Partito re Federico per l'esilio francese, il Colonna con il cugino si pose al servizio degli Spagnoli, raggiungendo Consalvo di Cordova, che intendeva compiere la conquista della Puglia per la Spagna. Era a Barletta, con il grosso dell'esercito spagnolo, nel febbraio del 1503, al momento della disfida tra cavalieri italiani e francesi.

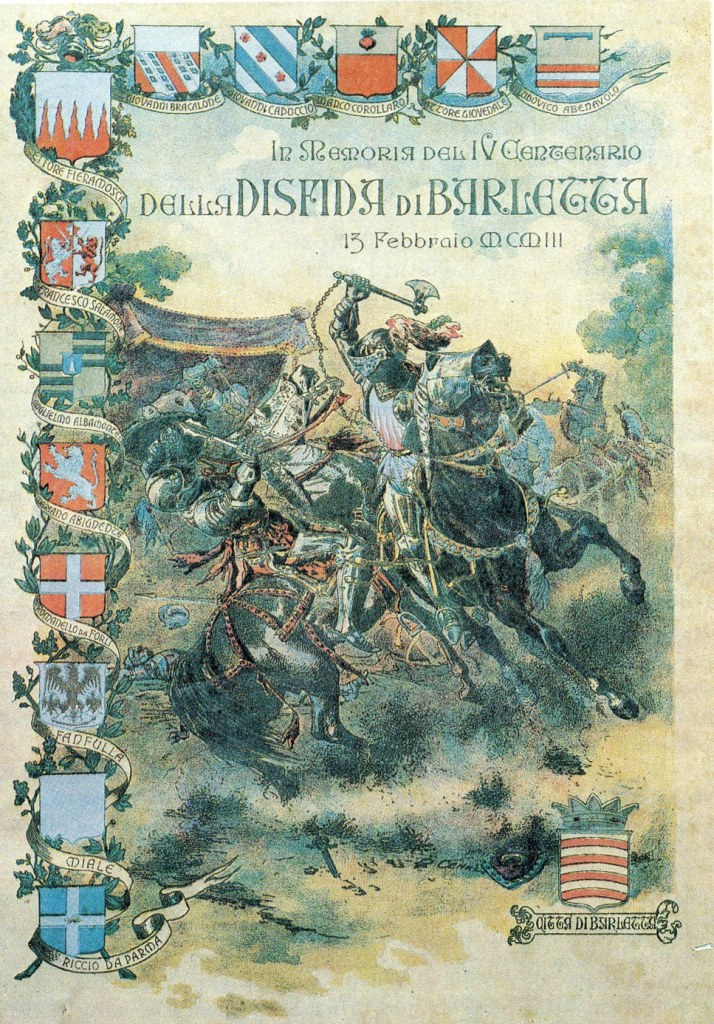
Manifesto per il quarto centenario della disfida di Barletta (1903)

I tredici contendenti italiani furono scelti tra le squadre del Colonna, del cugino Fabrizio e del duca di Termoli. Al Colonna fu dovuta la scelta delle armi; egli fece porre inoltre due spiedi in mezzo al campo, che furono di grande utilità ai cavalieri disarcionati.
Mentre continuava la campagna in Calabria, il fronte pugliese sembrò rianimarsi, quando il 23 dello stesso mese di febbraio gli Spagnoli compirono una rapida azione su Ruvo di Puglia, cui il Colonna partecipò distinguendosi, mentre il Nemours se ne era allontanato per riportare Castellaneta all'obbedienza francese. Dopo la battaglia di Seminara in Calabria, vittoriosa per le armi spagnole, Consalvo di Cordova condusse l'esercito fuori di Barletta e passò l'Ofanto, minacciando le comunicazioni nemiche con Napoli e Gaeta.

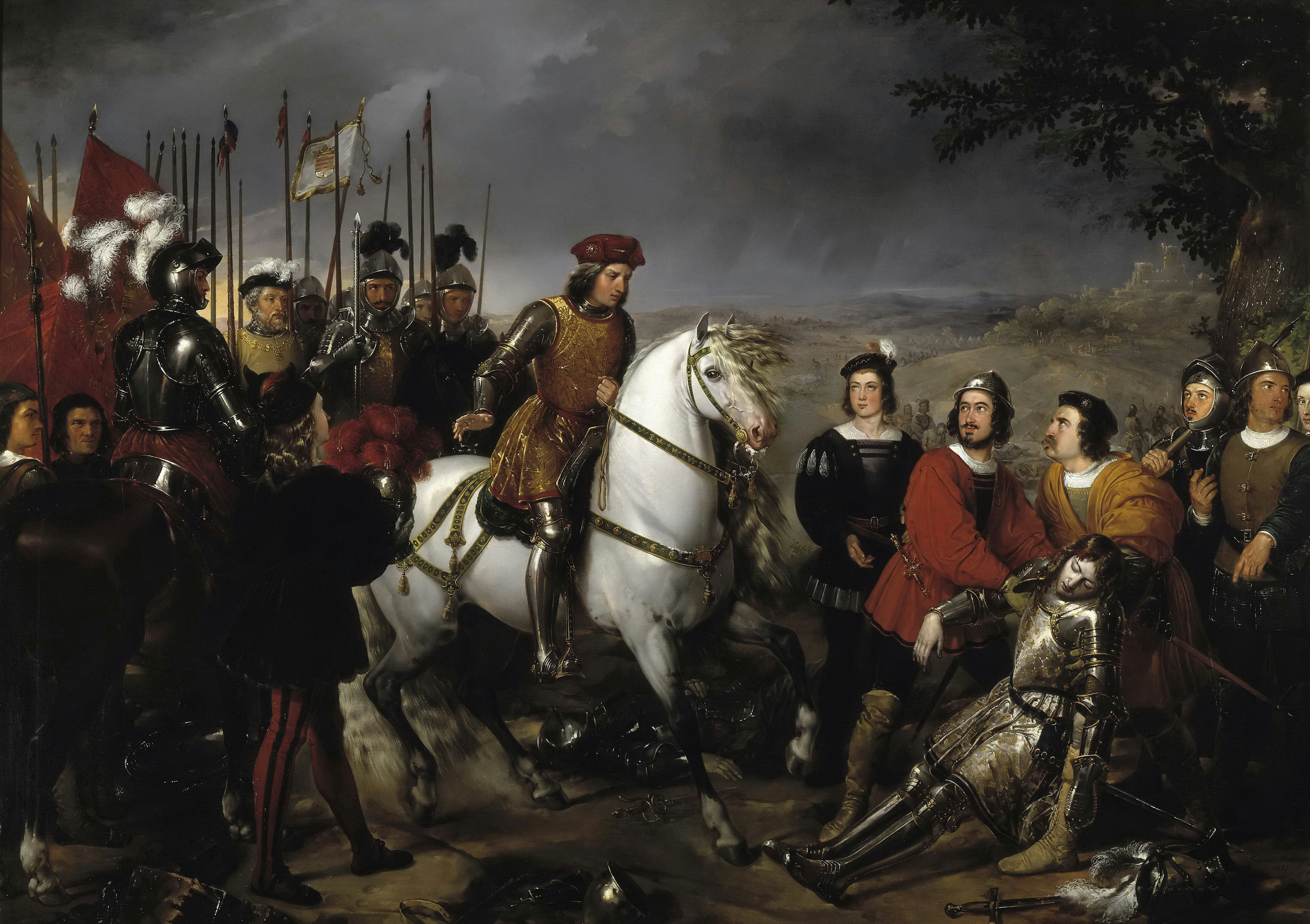
Consalvo di Cordova alla battaglia di Cerignola. Dietro di lui Prospero e Fabrizio Colonna

Ambedue gli eserciti si diressero verso Cerignola, ove arrivarono prima gli Spagnoli. Il luogo per accamparsi fu scelto da Fabrizio e Prospero Colonna, che fecero anche approfondire un fosso che lo circondava, munendolo di un piccolo argine. Consalvo schierò con sagacia gli uomini di cui disponeva, piazzandosi con quattrocento uomini d'arme, avendo accanto il Colonna, dietro ai duemila lanzi, che erano al centro dello schieramento. I Francesi attaccarono a schiera. Prima avanzò la cavalleria pesante che fu fermata dai tiratori e dal fosso, poi un grosso quadrato, che incappò a sua volta nel fosso. A questo punto entrò in azione la riserva spagnola che, guidata dal Consalvo e dal Colonna, determinò la vittoria. La terza schiera francese non giunse a contatto con l'esercito nemico, preferendo ritirarsi, visto compromesso il risultato della battaglia. Benché fosse ormai notte, il Colonna con parte della cavalleria pesante inseguì i Francesi per sei miglia, prendendo parecchi prigionieri e raggiungendo l'accampamento nemico. Quella notte egli cenò e dormì nella tenda del Nemours, rimasto ucciso sul campo di battaglia (28 aprile 1503).
Dopo una puntata del Colonna in esplorazione verso Capua, l'esercito spagnolo vi si trasferì, quando ormai però tutti i Francesi superstiti dalla Battaglia di Cerignola si erano rifugiati oltre il Garigliano; il 16 maggio Consalvo di Cordova entrò a Napoli. Gli era accanto il Colonna. Mentre il gran capitano rimase nella città per la conquista dei castelli, il Colonna fu inviato con i lanzi e gli uomini d'arme a Sessa. Avvenuto quindi un concentramento a Cassino, fu raggiunto da Consalvo verso la fine di giugno. Il 1º agosto gli Spagnoli sferrarono una potente, ma sterile offensiva contro Gaeta, dopo di che si ritirarono a Mola.
Moriva intanto Alessandro VI (18 agosto 1503) e dopo quattro giorni il Colonna, lasciato un distaccamento di truppe spagnole a Marino, era alle porte di Roma con cento cavalli. Il Sacro Collegio tentò di impedirgli di entrare, ma egli non tenne conto del desiderio espresso dai cardinali, anche se il giorno dopo fece loro porgere deferentemente le sue scuse.
Con l'intento di dividere i suoi nemici il duca Valentino offrì a questo punto al Colonna la restituzione dei beni suoi e dei consorti, in cambio di un atteggiamento non ostile, ed il Colonna accettò invitando inoltre il duca a porsi al servizio della Spagna. Pochi giorni dopo il Sacro Collegio riuscì ad ottenere però che ambedue i pericolosi personaggi lasciassero l'Urbe.
Intanto l'esercito francese che scendeva a fronteggiare quello di Consalvo era giunto sul luogo delle operazioni. Dopo vari tentativi i due schieramenti finirono con l'attestarsi sulle due rive del Garigliano.
Il 6 novembre i Francesi riuscirono a creare una testa di ponte sull'altra parte del fiume, mentre il freddo, le malattie, i disagi di ogni tipo cominciavano a logorare duramente gli uomini di entrambe le parti, finché il 28 dicembre gli Spagnoli gettarono un altro ponte sul fiume. Passarono prima tremilacinquecento fanti, poi uomini d'arme, picchieri e duecento cavalli leggeri, guidati dal Colonna. I Francesi non erano in grado di affrontare il nemico e abbandonato il campo si ritirarono cercando di raccogliersi a Mola. Al Colonna fu dato l'incarico di gettarsi all'inseguimento con i suoi cavalli leggeri per impedire il concentramento. Si unì a lui anche Bartolomeo d'Alviano. Egli raggiunse le retroguardie nemiche di fronte a Scauri e per due volte si ingaggiò battaglia. Mentre l'Alviano si era separato dal contingente del Colonna per aggirare la posizione, vicino Mola il Colonna venne nuovamente in contatto con i Francesi, ma questa volta questi reagirono con il coraggio della disperazione e non solo respinsero le sue forze, ma le travolsero, mettendo in pericolo tutto l'esercito, colto in crisi di movimento. La situazione fu immediatamente controllata da Consalvo di Cordova ed il 31 dicembre, mentre Gaeta stava per cadere, il Colonna rientrò a Fondi, suo feudo, che durante l'occupazione francese era stato riconsegnato ad Onorato Caetani.
Il 7 marzo dell'anno successivo il Colonna, che il mese prima aveva ricevuto proposte di ingaggio da parte della Repubblica fiorentina, era a Napoli ad accogliere Isabella d'Aragona, duchessa di Bari, che arrivava da questa città recando con sé il figlio del Colonna. Il Colonna conosceva la duchessa almeno dal comune soggiorno ad Ischia nel 1501 e le era intimamente legato.
Quando il duca Valentino finì nelle mani di Consalvo di Cordova, che si affrettò ad inviarlo sotto scorta in Spagna, fu il Colonna che lo accompagnò.
Partì nell'agosto del 1504 con un gran seguito di gentiluomini romani e napoletani e, giunto nella penisola iberica alla fine del mese, fu accolto con grandi dimostrazioni di stima. Tornò a Napoli il 7 aprile 1505, avendo ottenuto una condotta e la conferma del ducato di Traetto e della contea di Fondi e di molte altre località minori, in data 15 e 28 novembre dell'anno 1504.
Il Colonna, che aveva recuperato i suoi beni nella Campagna romana, si trattenne a Napoli fino all'agosto 1505, quando partì alla volta di Roma. Qui un anno dopo rappresentò il nipote Marcantonio nelle nozze per procura con una nipote del papa. Nel novembre era ancora a Napoli e partecipava alle cerimonie per l'arrivo di Ferdinando il Cattolico. Nell'agosto 1507, ammalato, ricevette la visita delle tre ex regine che vivevano a Napoli. Nel novembre giunse a Roma, dove assistette ai festeggiamenti nuziali di Marcantonio. Nel luglio 1508 era di nuovo a Roma, ove visitò uno degli oratori di Castiglia, Enrico di Toledo.
Conclusa la Lega di Cambrai (10 dicembre 1508), cominciarono le pratiche della Repubblica veneta per prendere ai suoi stipendi il Colonna, al quale si faceva balenare la possibilità di impadronirsi di Urbino, su cui i Colonna avrebbero potuto vantare qualche diritto, essendo il cugino, Fabrizio, sposato ad una Montefeltro. Le pratiche continuarono anche dopo che Venezia ebbe affidato il suo esercito a Bartolomeo d'Alviano. Intanto, mentre questi veniva battuto ad Agnadello, la Spagna si accingeva a recuperare i porti pugliesi, che la Repubblica deteneva da otto anni. Perciò nel maggio del 1509 il viceré convocò a Napoli il Colonna, con il quale si recò in Puglia. Caddero nelle mani degli Spagnoli Monopoli, Mola, Polignano, quindi Trani, ove il Colonna entrò per primo.
Mentre l'orientamento del papa nei confronti di Venezia andava lentamente cambiando, il Colonna, che nell'ottobre era stato a Piombino ad ossequiare la nuora dell'imperatore, era sempre sollecitato dalla Repubblica veneta ad entrare al suo servizio. Sembra che i suoi legami con la Spagna non gli permettessero di accettare la condotta; d'altra parte non volle neanche far parte di contingenti che Ferdinando il Cattolico fornì al papa, prima della lega santa, e dell'esercito della lega, comandato da Raimondo di Cardona, poi. Pare infatti che nell'atto della sua condotta con il re di Spagna fosse incluso un capitolo, per cui egli aveva il diritto di non militare se non come comandante in capo, che poteva ricevere ordini soltanto dal re. Non partecipò neanche personalmente alla cerimonia di rappacificazione fra i Colonna e gli Orsini, che si celebrò il 28 agosto 1511 nella chiesa romana dell'Aracoeli. Così, mentre si concludeva la lega santa, egli nell'ottobre del 1511 si ritirò a Genazzano e rimase assente dalla battaglia di Ravenna (11 aprile 1512), rifiutando, chiamato dal papa, di muoversi poi da Marino, per abboccarsi con lui. Il mese dopo ribadì a Giulio II di volere, per combattere, la carica di capitano dello Stato pontificio o quella di gonfaloniere della Chiesa, non potendole ottenere si allontanò ancora una volta.
Tuttavia, perché costretto o per sua volontà, nell'agosto il Colonna, dopo essere stato a Napoli, era a Pescara con trecento uomini d'arme e trecento cavalli leggeri, che doveva condurre in Lombardia. Avuta licenza il 20 settembre dal papa di passare per lo Stato Pontificio, approfittò di questo transito per prendere con sé il duca di Ferrara, che fuggiva da Roma dopo tempestosi colloqui con il pontefice. Fatta la via di Pontremoli, nella seconda metà dell'ottobre si congiunse oltre il Po con l'esercito spagnolo. Nel mese di dicembre egli divenne capitano generale dello Stato di Milano. Quando il nuovo duca, Massimiliano Sforza, fece il suo ingresso nella città lombarda, il 29 dicembre 1512, il Colonna era al suo seguito.
Concluso il 23 marzo 1513 il trattato di Blois fra Venezia e Luigi XII, il ducato milanese dovette affrontare un'altra invasione dei Francesi, che nel giugno passarono le Alpi. Vinta dagli Svizzeri dello Sforza la Battaglia dell'Ariotta presso Novara (aprile), nell'ottobre i collegati si portarono contro Venezia e Bartolomeo d'Alviano si ritirò a Padova.
Gli alleati non si lanciarono sulla città, ma devastarono sistematicamente il territorio, spingendosi fino al mare, incendiando Mestre e Marghera, sparando per sfida colpi di cannone contro la Serenissima. Il Colonna aveva disapprovato questa azione, giudicandola pericolosa, perché si lasciava un forte esercito nemico alle spalle. Infatti, direttisi i collegati verso Vicenza per ripararvi, si trovarono la via sbarrata dall'Alviano. Il 6 ottobre arrivarono a La Motta, nella valle di Creazzo, e furono impossibilitati a proseguire. Il Colonna consigliò una ritirata strategica, che l'esercito, abbandonato tutto il bottino, si apprestò a compiere; ma i Veneziani, anche se pare che egli facesse pervenire all'Alviano l'invito a non combattere, perché questo sarebbe stato la sua rovina, inseguirono gli alleati e fu ingaggiata la battaglia.
Il Colonna era al centro dello schieramento, insieme con il Cardona, con quasi tutta la cavalleria pesante. La manovra avvolgente ordinata dall'Alviano risultò troppo complessa, e per il rinculo della cavalleria leggera e poi del quadrato veneziano e per il disordine provocato nei ranghi dai predoni civili si verificò un grave cedimento che portò l'esercito veneziano alla rotta. Di qui gli alleati si portarono a Vicenza e vuole il Barbaro che il Colonna facesse di tutto perché il viceré non approfittasse della vittoria, proseguendo l'offensiva, poiché giudicava che l'annientamento di Venezia sarebbe stato deleterio per tutta l'Italia, caduta del tutto in mano di "gente straniera e crudele".
Prima della fine, di ottobre il Colonna con le truppe del duca di Milano lasciò Vicenza e si portò nel cremasco, ponendo l'assedio a Crema. Dalla città però si reagì con vigore, tanto che il Colonna non solo non l'ottenne, ma fu messo in difficoltà. L'esercito sforzesco rimase un anno intorno a Crema, senza averla, ma nel novembre del 1514 acquistò Bergamo a patti. Subito dopo il Colonna fece un viaggio ad Innsbruck prima, dove ossequiò l'imperatore, e passò poi a Mantova per trascorrervi le feste natalizie.
Si era appena rinnovata la lega antifrancese, in vista di un'offensiva del nuovo re di Francia, Francesco I, quando il Colonna, che era considerato dalla voce popolare, che ne enumerava quattro, come uno dei duchi di Milano, offrì il 20 febbraio 1515 nella città lombarda un magnifico convito, che rimase nelle cronache.

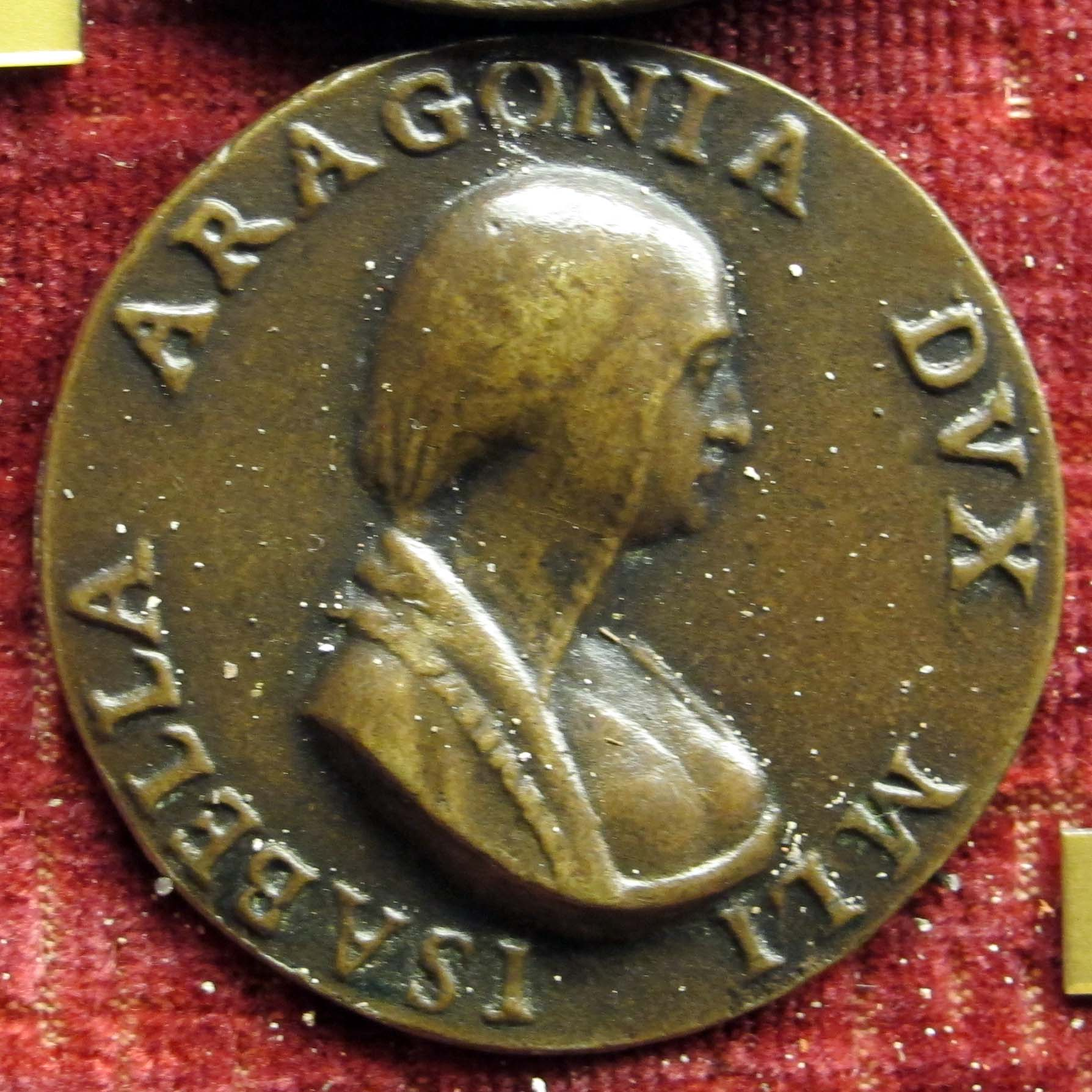
Isabella d'Aragona, duchessa di Bari, donna amata da Prospero Colonna, in una medaglia di Gian Cristoforo Romano del 1500 circa

Infatti alla fine della raffinatissima cena, fu introdotto nella sala del convito un giovane che si fingeva gioielliere, dal quale il Colonna fece vista di comprare tutte le gioie che portava con sé, donandole alle dame convenute; ad ognuna di esse il giorno dopo egli mandò a regalare un dolce di zucchero. Si disse che tutto ciò era stato da lui fatto per poter donare un gioiello alla donna che amava. Si sa del resto che il Colonna, che viveva lontano dalla moglie da moltissimi anni, fu un uomo galante. Nota è pure la sua relazione con Isabella d'Aragona, duchessa di Bari, e il giudizio del contemporaneo Paolo Giovio del resto fu che egli "matronarum amoribus intemperanter indulsisse"; lo storico Gaudenzio Merula, di poco a lui posteriore, lo definì nella sua Cronica "ad amores mulierum etiam senex propensus". Non disdegnò neppure gli uomini se - come tramandano i Successi tragici et amorosi di Silvio Ascanio Corona - Prospero ebbe per amasio anche Giosuè di Ruggiero, giovane della bassa nobiltà nato nel casale di Marigliano.
Ma era allora più tempo di guerra che di galanterie, e la nuova spedizione francese contro il ducato era imminente, mentre fervevano al di qua delle Alpi i preparativi per fronteggiarla. I passi alpini furono presidiati da truppe svizzere. Il Colonna, che era uno dei conservatori dello Stato di Milano, era attivissimo, ma non seppe prevedere che i Francesi sarebbero passati dal passo dell'Argentera, quasi inaccessibile, che non essendo sorvegliato permise loro la sorpresa più completa. Il 14 agosto 1515 egli era a Villafranca ed ebbe anche notizia della presenza di truppe francesi, ma pensò che si trattasse di gruppi isolati e si limitò a far guardare il ponte sul Po vicino alla cittadina. Divisi in due colonne i Francesi evitarono il ponte, traversando a guado il fiume a due miglia dalla città ed attaccarono con ognuna delle schiere le due porte, avendole senza sforzo. Circondare la casa ove era il Colonna e prenderlo prigioniero insieme con trecento uomini d'arme fu in seguito compito facile. Così, mentre i collegati erano sconfitti a Melegnano e si compiva il destino di un altro Sforza, il Colonna rimase forzatamente inattivo.
Presentato al re, che lo trattò benevolmente, la taglia che si richiese per lui fu di 35.000 ducati, ma poi essa fu dimezzata per intervento del sovrano francese, che ne pagò la metà, e nel marzo del 1516 il Colonna tornò libero. Si recò dapprima a Lodi, dove scongiurò l'imperatore, sceso infruttuosamente in Italia, di non abbandonare l'impresa, poi, dopo essersi fermato a Busseto si recò a Modena e in seguito a Bologna. Il suo intento era quello di occupare qualche città importante della Lombardia, ma questi propositi non furono posti in atto perché, salvo per la guerra di Leone X contro i Della Rovere, si era in un clima di rappacificazione, che culminò nella pace di Noyon il 13 agosto 1516.
Alla fine del 1516 si recò a Roma per risolvere alcune questioni economiche. Nel marzo del 1517 da Napoli si recò a Bari a visitare la duchessa, che aveva allora fidanzato la figlia Bona Sforza a Sigismondo re di Polonia. Pare che le feste, che con grande magnificenza, si protrassero per dieci giorni a Napoli per questo matrimonio, celebrato il 6 dicembre 1517. fossero organizzate dal Colonna. Dopo i festeggiamenti la sposa fu accompagnata a Manfredonia, ove si imbarcò per raggiungere il marito. Il Colonna la accompagnò fino a Cracovia, da dove ripartì il 28 aprile 1518, colmo di doni del re, verso l'Ungheria. Tornò a Napoli alla metà di luglio.
L'anno precedente Carlo V, successo al nonno come re di Spagna, gli aveva confermato il feudo di Traetto, come tutti gli altri privilegi concessigli da Ferdinando il Cattolico sui suoi possedimenti in Calabria e in Terra di Lavoro e l'assegno perpetuo di 2.000 ducati annui sulle rendite di Lecce e quello di 6.000 sopra feudi in Abruzzo. Inoltre, con privilegio del 20 agosto 1519 Carlo V gli concesse un'altra rendita annua di 2.000 ducati.
Del 1519 è anche un breve viaggio del Colonna in Spagna, dove arrivò il 29 maggio e dove si recò con molti gentiluomini napoletani per fatti privati, ma incaricato dai baroni di chiedere al re la conferma dei loro privilegi. Recò al sovrano in dono da parte della duchessa di Bari un monile ornato, di uno smeraldo. Il 3 settembre era di ritorno a Napoli e da qui si portava il mese successivo a Roma, ove sembra aver soggiornato anche l'anno dopo.
Il 1521 segna la ripresa della lotta antifrancese da parte di Leone X strettosi in lega con Carlo V. Alla fine di luglio partivano da Napoli ottocento uomini d'arme spagnoli, che si dirigevano in Romagna, guidati dal Colonna, nominato comandante supremo dell'esercito imperiale-pontificio. A Castelfranco essi si riunirono con le truppe papali, alla cui testa era il marchese di Mantova. Alla fine di luglio il Colonna era nei pressi di Parma, di cui chiese la resa, dopo un violento bombardamento, senza ottenerla.
Si rimase così inoperosamente davanti alla città, mentre i contrasti fra il Colonna, il marchese di Mantova e Ferdinando d'Avalos, comandante della fanteria imperiale, si acuivano sempre più, tanto che il Colonna si trovava "disperato". L'inattività, causata dai contrasti e dalla sua "tardità naturale", rese evidente la pericolosità della posizione dell'esercito alleato, per cui tutti si trovarono d'accordo verso la metà di settembre nel togliere il campo da Parma. La decisione, aspramente biasimata dal papa, che aspettava di giorno in giorno la notizia del recupero della città, si rivelò poi positiva.
Il 1º ottobre il Colonna passò il Po a Casalmaggiore, aspettando l'arrivo di seimila svizzeri, con parte dei quali si congiunse a Gambara. La defezione di molti di essi e la prudenza eccessiva fecero allora mancare al Lautrec l'occasione di una probabile vittoria sull'esercito alleato. Dalla lentezza, che lo portava a voler "vincer senza far morir homeni", si riscattò invece il Colonna, facendo passare di sorpresa ai primi di novembre l'Adda, senza informare neanche i suoi collaboratori, prima da alcune compagnie di fanti, poi da tutto l'esercito. Il Lautrec dovette allora ritirarsi a Milano, dove il 19 novembre giunse l'esercito alleato, riuscendo a penetrarvi con estrema facilità, mentre i Francesi l'abbandonavano uscendo da porta Comacina.
Morto Leone X, il Colonna tentò di influenzare il conclave, trattenendo nello Stato di Milano il cardinale d'Ivrea, perché filofrancese. Intanto provvedeva a fortificare la città, restaurando i bastioni e facendo scavare due trincee, ciascuna munita di un argine, fra porta Vercellina e porta Comacina. Si strapparono inoltre Alessandria e Asti ai Francesi e si posero presidi a Novara e a Pavia. Nel marzo 1522 il Colonna compì una sortita per rinfrancare gli animi dei cittadini e il 3 aprile ne fece un'altra per coprire l'ingresso nella città di Francesco II Sforza, nuovo duca di Milano. Subito dopo si diresse contro il Lautrec, che era davanti a Pavia.
Fermatosi prima a Binasco, si portò poi alla Certosa, mentre il Lautrec si spostava a Landriano, provocando così il ritorno del Colonna a Milano. Entrato il generale francese a Monza, il Colonna prese posizione alla Bicocca e lì il giorno 27 i due eserciti si affrontarono. Come al solito il Colonna pose cura nella scelta del campo, che era protetto da un lato e alle spalle da due fossi, dall'altro lato da una palude ed era accessibile solo dalla fronte, che peraltro presentava la protezione di una strada incassata per un metro. Il Lautrec dispose al centro gli Svizzeri e gli uomini d'arme veneziani, che attaccarono frontalmente, venendo decimati da un rapido fuoco di moschetteria a scariche successive e frantumati dal fossato costituito dalla strada. Inoltre il Lautrec aveva sperato di far penetrare trecento lance con l'inganno da un ponte che immetteva nell'accampamento nemico, ma il Colonna ovviò anche a questo, ponendo il giovane duca, che era accorso da Milano ad unirsi alla battaglia, a guardia del ponte stesso. Fu quella del Colonna una vittoria netta; tuttavia quella francese non fu una rotta, ma una ritirata ordinata. L'azione antifrancese fu peraltro rapidamente perfezionata, con l'acquisto di Lodi, Cremona, Novara.
Il successo contro i Transalpini non poteva essere considerato completo se anche Genova non fosse stata strappata loro. Alla fine di giugno l'esercitò alleato era davanti a Genova. Il doge tentò di parlamentare, chiedendo di capitolare con termine di quaranta giorni, ma abbattuta dall'artiglieria una torre, in breve la città fu invasa, subendo un terribile sacco.
Il Colonna aveva assistito accanto allo Sforza alla scalata delle mura ed al dilagare dei soldati poi, probabilmente con rammarico, perché in varie occasioni aveva dimostrato doti di umanità. Subito dopo egli si recò nel Monferrato e a Saluzzo a chiedere risarcimenti, perché quei due marchesi avevano fornito il loro aiuto ai Transalpini. Il 19 agosto 1522 il Colonna era di nuovo a Genova ad accogliere Adriano VI al suo arrivo dalla Spagna e, secondo il Pastor, non è vero che il papa gli negò il perdono per il sacco a cui era stata sottoposta la città pochi mesi prima.
L'anno successivo Carlo V sollecitò il Colonna a fare infiltrare nello Stato di Milano milizie spagnole, ma egli, pur dichiarandosi fedele servitore dell'imperatore, sostenne in una lettera del 22 aprile di esser capace di dargli in mano il ducato, ma "discopertamente" e non per vie traverse. Non avrebbe dovuto invece presumere molto dalle sue forze, perché nell'agosto, mentre calava in Italia un nuovo esercito francese, al comando dell'ammiraglio Bonnivet, il Colonna ebbe un attacco del male che lo avrebbe portato in pochi mesi alla tomba. Tuttavia agli inizi di settembre uscì da Milano e si attestò sul Ticino, vicino alla Boffalora.

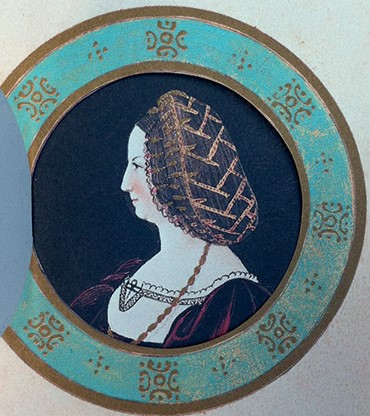
Chiara Visconti, figlia di Galeazzo. Dal manoscritto Tutte le dame del re, Ritratti di dame milanesi per Francesco I re di Francia.

Il 14 settembre il Bonnivet varcò il fiume presso Vigevano, costringendo il Colonna a effettuare una vera e propria ritirata verso Milano. La città non era abbastanza fortificata, poiché il Colonna non aveva creduto ad un'imminente spedizione francese, e i collegati decisero di approntare le fortificazioni necessarie, pronti tuttavia ad allontanarsi se il Bonnivet avesse attaccato. L'ammiraglio francese però si dimostrò ancora più prudente del predecessore e il Colonna poté non solo provvedere alla difesa, ma anche cercare di tagliare i vettovagliamenti al nemico. Intanto però la sua salute declinava e nell'ottobre corse voce che era morto. Ciononostante ebbe la soddisfazione di ricevere richieste di tregua da parte dei Francesi, per mezzo di Galeazzo Visconti, padre di una sua amante (la bellissima Chiara), e di vedere infine il 17 novembre il Bonnivet togliere l'assedio a Milano e ritirarsi ad Abbiategrasso.

### Morte e giudizio storico
Il Colonna, che aveva avuto dall'imperatore Carpi senza poterne ricevere l'investitura, morì a Milano il 30 dicembre 1523, forse di apoplessia, benché ci sia stato, come molto spesso accadeva, "sospetto di veleno o di medicamento amatorio".
Fu con Bartolomeo d'Alviano il maggior capitano italiano dei suoi tempi e di lui rimase confermato il giudizio dei Guicciardini: perito ed esperto, ma non pronto ad afferrare le occasioni favorevoli, come del resto per la sua circospezione a non porgerne ai nemici, prudentissimo guerreggiò "più co' consigli che con la spada", non esponendosi per quanto possibile all'alea delle battaglie.

## Discendenza
Si sposò con Covella di Sanseverino, dalla quale ebbe un figlio, Vespasiano, e successivamente rimasto vedovo si risposò con Isabella Carafa dei conti di Maddaloni.

## Ascendenza
|                   |                               |                               | Genitori          |  |  | Nonni                   |  |  | Bisnonni        |  |
|                   |                               |                               |                   |  |  | Lorenzo Onofrio Colonna |  |  | Agapito Colonna |  |
|                   |                               |                               |                   |  |  | Lorenzo Onofrio Colonna |  |  | Agapito Colonna |  |
|                   |                               | Caterina Conti                |                   |  |  | Lorenzo Onofrio Colonna |  |  |                 |  |
| Antonio Colonna   |                               |                               |                   |  |  | Lorenzo Onofrio Colonna |  |  |                 |  |
|                   |                               | Sveva Caetani                 | Jacobello Caetani |  |  |                         |  |  |                 |  |
|                   |                               | Sveva Caetani                 | Jacobello Caetani |  |  |                         |  |  |                 |  |
|                   |                               | Sveva Caetani                 | Rogasia Caetani   |  |  |                         |  |  |                 |  |
| Prospero Colonna  |                               | Sveva Caetani                 |                   |  |  |                         |  |  |                 |  |
|                   | Stefano Colonna di Palestrina | Niccolò Colonna di Palestrina |                   |  |  |                         |  |  |                 |  |
|                   | Stefano Colonna di Palestrina | Niccolò Colonna di Palestrina |                   |  |  |                         |  |  |                 |  |
|                   | Stefano Colonna di Palestrina | Clarissa Colonna              |                   |  |  |                         |  |  |                 |  |
| Imperiale Colonna | Stefano Colonna di Palestrina |                               |                   |  |  |                         |  |  |                 |  |
|                   |                               | Sveva Orsini                  | Pirro Orsini      |  |  |                         |  |  |                 |  |
|                   |                               | Sveva Orsini                  | Pirro Orsini      |  |  |                         |  |  |                 |  |
|                   |                               | Sveva Orsini                  | ...               |  |  |                         |  |  |                 |  |
|                   |                               | Sveva Orsini                  |                   |  |  |                         |  |  |                 |  |

## Omaggi poetici e letterari
Il poeta Matteo Bandello ha dedicato a Prospero Colonna la Novella II della Prima parte (1554).